# Đại học Giao thông Tây An
Đại học Giao thông Tây An (viết tắt Tây An Giao Đại (西安 交大) hoặc XJTU), là một đầu trường đại học nghiên cứu quốc gia đặt tại Tây An, Thiểm Tây, Trung Quốc. Đại học Giao thông Tây An được biết đến như một trong những trường đại học lâu đời nhất ở Trung Quốc. Trường cũng là một thành viên của Liên đoàn C9 ở Trung Quốc.

## Đội ngũ giảng viên và nhân viên
Đại học Giao thông Tây An có hơn 5500 cán bộ giảng dạy và nhân viên. Trong đó có 12 Viện sĩ Viện Hàn lâm Kỹ thuật Trung Quốc, 09 Viện sĩ Viện Hàn lâm Khoa học Trung Quốc; 38 học giả; và 25 nhà khoa học trẻ được tài trợ bởi Quỹ nghiên cứu.

## Tổ chức

### Các Trường nghiên cứu hàn lâm
1. Trường Kiến trúc hàng hải, Đại dương và Kỹ thuật xây dựng
2. Trường Kỹ thuật cơ khí
3. Điện tử, Thông tin và Kỹ thuật điện
4. Trường Khoa học và Kỹ thuật vật liệu
5. Trường các Khoa học Toán và Vật lý
6. Trường Khoa học cuộc sống và công nghệ sinh học
7. Trung tâm hệ thống y sinh Thượng Hải
8. Trường Nhân văn
9. Trường Hóa học và Kỹ thuật hóa học
10. Trường Kinh tế và Quản lý
11. Trường Tài chính và Quản trị kinh doanh
12. Trường Hành chính công và quan hệ quốc tế
13. Trường Ngoại ngữ
14. Trường Nông nghiệp và Sinh học
15. Trường Khoa học và Kỹ thuật môi trường
16. Trường Dược khoa
17. Trường Y khoa
18. Trường Luật
19. Trường Thiết kế và phương tiện truyền thông
20. Trường Vi điện tử
21. Trường Kỹ thuật an toàn thông tin
22. Trường Kỹ thuật phần mềm

### Các Phân khoa/Bộ môn trục thuộc
1. Bộ môn Công nghệ chất dẻo
2. Bộ môn Thể dục thể thao

### Các Trường đào tạo chuyên nghiệp
1. Trường đạo tạo website;
2. Chương trình Quản trị kinh doanh toàn cầu (liên kết với Trường Địa học Nam California);

### Các Viện R&D
1. Viện Khoa học và Công nghệ hàng không vũ trụ;
2. Viện Nghiên cứu Khoa học và Công nghệ Micro/Nano;
3. Viện Năng lượng.